# Biantes vitellinus
Biantes vitellinus is een hooiwagen uit de familie Biantidae. De wetenschappelijke naam van Biantes vitellinus gaat terug op Thorell.